# Tournus
Tournus is een gemeente in de Franse departement Saône-et-Loire. De gemeente telde 5.702 inwoners op 1 januari 2022. De plaats maakt deel uit van het arrondissement Mâcon en ligt op de Saône. 

## Geschiedenis
Op het grondgebied van de gemeente lag een Romeins castrum. Maar het middeleeuwse Tournus ontwikkelde zich op een andere plaats, rond een kerk gewijd aan de heilige Valerianus. Met steun van Karel de Kale vestigden monniken van de abdij van Noirmoutier zich hier in 875. Zij brachten relieken van de heilige Filibert van Jumièges mee. De Abdij van Tournus werd in de 10e, 11e en 12e eeuw uitgebouwd. Tijdens een zware stadsbrand in de 15e eeuw ging een groot deel van Tournus in de vlammen op.
In de moderne tijd kwam er industrie in de gemeente. Tournus werd vooral bekend voor zijn aluminiumindustrie en zijn potten. De industriële tewerkstelling liep terug in de tweede helft van de 20e eeuw en het toerisme werd steeds belangrijker voor de economie van de gemeente.

## Bezienswaardigheden
De romaanse Abdij van Tournus werd gebouwd in de 11e eeuw en is een van de oudste en grootste in Frankrijk. In de oudere crypte (10e eeuw) fresco's uit de 12e eeuw en de 15e eeuw. Een deel van het stadscentrum is beschermd als secteur sauvegardé. 
Voorts zijn bezienswaardig:
- Het Hôtel-Dieu en het musée Greuze dat gevestigd is in de gebouwen van het hospitaal. Het werd gebouwd in de 17e eeuw en later uitgebreid. Het bleef een ziekenhuis tot in 1982.[2] Het Hôtel-Dieu telt drie ziekenzalen : een voor de vrouwen, een voor de mannen en een voor de militairen. Het beschikt over een van de oudste en gaafste apotheken van Frankrijk die meer dan 300 aardewerken potten uit Nevers telt. Een enorme dressoir biedt plaats aan de talrijke tinnen borden en kruiken van het hospitaal. De tuin met medicinale planten werd heraangelegd. Naast het hospitaalmuseum is er ook het musée des Beaux-Arts, genoemd naar de plaatselijke schilder Jean-Baptiste Greuze. De collectie bestaat uit een verzameling Franse, Vlaamse en Italiaanse schilderijen uit de 14e tot de 20e eeuw. Daarnaast is er ook ruimte voor werk van enkele beeldhouwers uit de streek. Twee zalen besteden aandacht aan het werk van Greuze : het museum kan bogen op zes olieverfschilderijen van zijn hand, op een aantal werken die aan hem worden toegeschreven en op werk van zijn navolgers. Een archeologische afdeling waar stukken tentoongesteld zijn uit het Paleolithicum, de Gallo-Romeinse periode en de tijd van de Merovingen vervolledigt de collectie.
- Het Musée du vélo Michel Grezaud
- De Sainte-Madeleine, een romaanse kerk
- Verschillende oude huizen, waaronder het Hôtel de Lacroix-Laval

De gastronomie neemt een belangrijke plaats in. Met vier restaurants die beschikken over een Michelinster heeft Tournus de meeste sterren per inwoner van Frankrijk. Jaarlijks is er een groot zomerfestival, de Francos Gourmandes, met optredens van popsterren en eten van topchefs uit Tournus zelf en de rest van Frankrijk. 

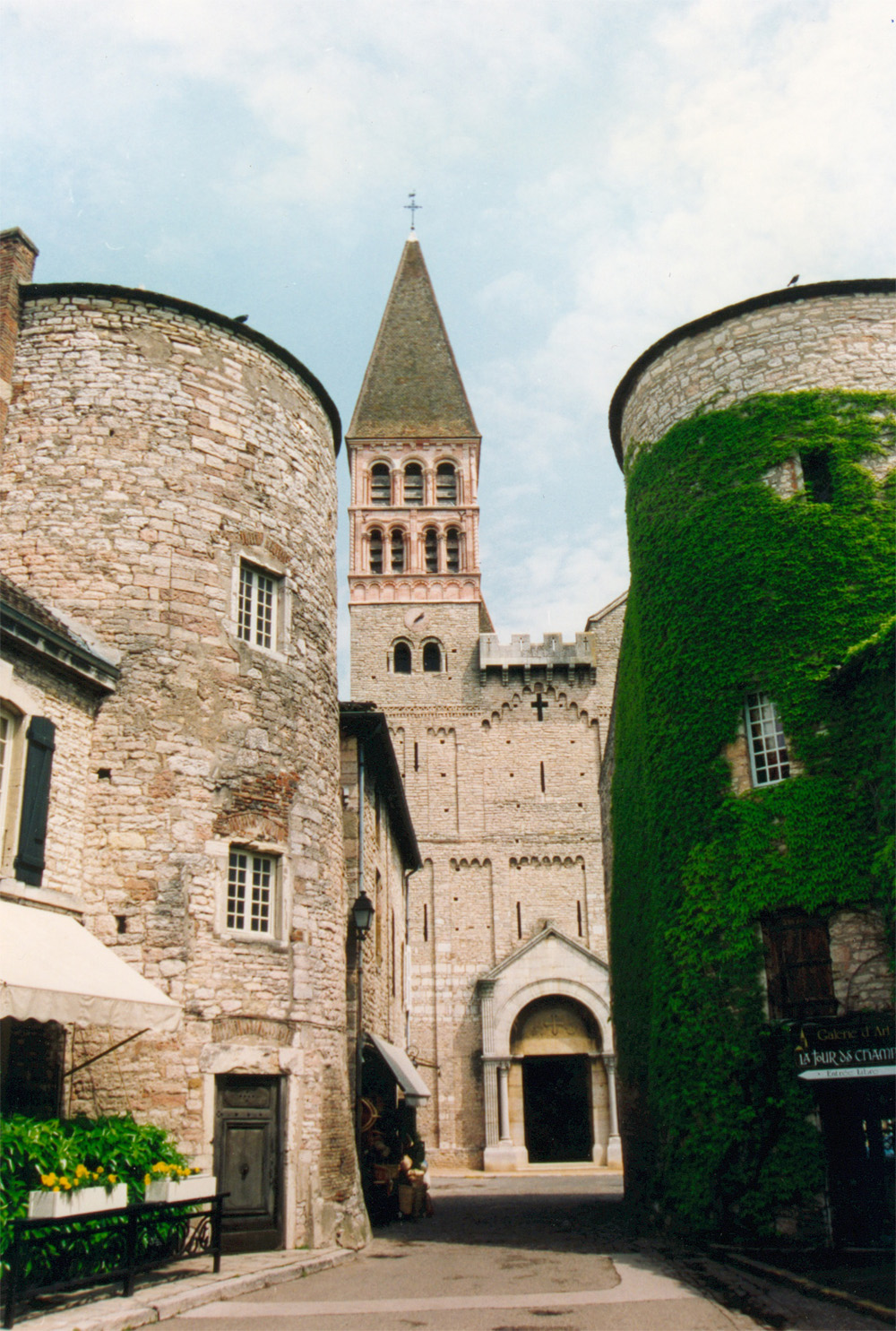
Abdijkerk Saint Philibert in Tournus

## Geografie
De oppervlakte van Tournus bedroeg op 1 januari 2022 14,62 vierkante kilometer; de bevolkingsdichtheid was toen 390 inwoners per km². De gemeente ligt aan de Saône.
De onderstaande kaart toont de ligging van Tournus met de belangrijkste infrastructuur en aangrenzende gemeenten.

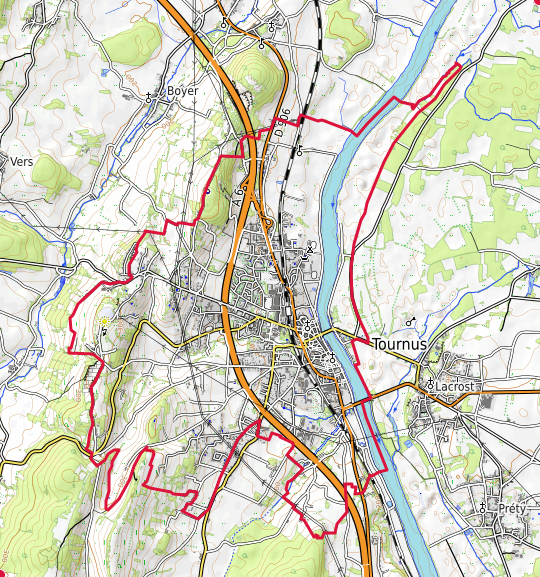

## Demografie
Onderstaande figuur toont het verloop van het inwoneraantal van Tournus vanaf 1962.

Bron: Frans bureau voor statistiek. Cijfers inwoneraantal volgens de definitie population sans doubles comptes (zie de gehanteerde definities)

## Bekende inwoners van Tournus

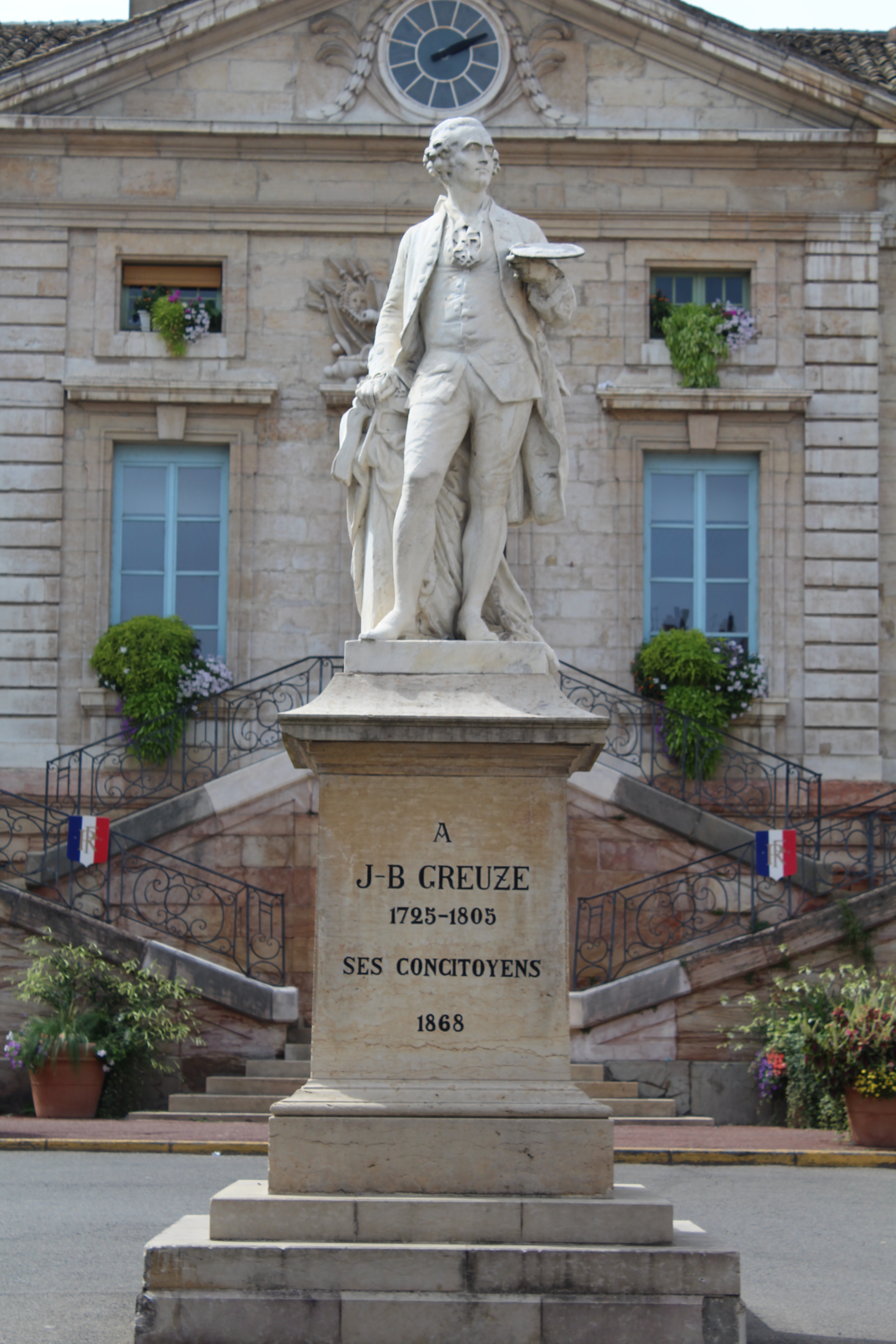
Standbeeld van Jean-Baptiste Greuze voor het stadhuis

### Geboren
- Jean Magnon (1620-1662), schrijver
- Jean-Baptiste Greuze (1725-1805), kunstschilder
- Maëlle (2001), zangeres

### Overleden
- Beatrix van Chalon (1174-1227), gravin van Chalon